# Eric Dupont
Pour les articles homonymes, voir Éric Dupont (homonymie).
Ne doit pas être confondu avec Éric Dupont (galeriste) ou Éric Dupond-Moretti.
Œuvres principales
La Fiancée américaine
Eric Dupont,, né le 16 juin 1970 à Amqui (Vallée de la Matapédia, Gaspésie, région du Bas-Saint-Laurent), est un écrivain québécois francophone.

## Biographie
Le père d'Eric Dupont est policier et sa mère est cuisinière.
À l’âge de seize ans, Eric Dupont quitte Matane et la Gaspésie pour une année scolaire en Europe (en Autriche). Il vivra ensuite à Ottawa (études de lettres à l'Université Carleton), Salzbourg, Berlin (un an à l'Université libre de Berlin avec une bourse du DAAD), Montréal (département de littérature comparée de la faculté des arts et des sciences de l'Université de Montréal) et Toronto, où il soutient une thèse sur l'oubli et la mémoire dans la littérature et reste comme professeur de l'enseignement secondaire pendant six ans.
Eric Dupont enseigne actuellement la traduction à l’université McGill de Montréal : diplôme d'études supérieures en traduction et certificat en traduction (option anglais vers le français). Il a obtenu le prix d'excellence en enseignement de l'École d'éducation permanente de l'université McGill en 2011.